# نظرية الحقل الكمومي اللاتبديلي
في الفيزياء الرياضية، نظرية الحقل الكمومي اللاتبديلي (أو نظرية الحقل الكمومي في الزمكان اللاتبديلي) هو تطبيق الرياضيات اللاتبديلية إلى الزمكان من نظرية الحقل الكمومي التي هي ثمرة هندسة لاتبديلية ونظرية المؤشر والتي تكون وظائف تنسيقها  لاتبديلية. النسخة الشائعة والمدروسة من هذه النظريات لديها علاقة تخفيف «كنسية»:
{\displaystyle [x^{\mu },x^{\nu }]=i\theta ^{\mu \nu }\,\!}
مما يعني أنه (مع أي مجموعة معينة من المحاور)، من المستحيل قياس موضع الجسيم بدقة فيما يتعلق بأكثر من محور واحد. في الواقع، هذا يؤدي إلى وجود علاقة عدم اليقين للإحداثيات مماثلة لمبدأ الريبة لهايزنبرغ.
تم المطالبة بمختلف الحدود الدنيا للمقياس غير التبادلي (أي مدى دقة قياس المواقف)، ولكن لا يوجد حاليًا أي دليل تجريبي لصالح مثل هذه النظرية أو الأسس لاستبعادها.